# Epiziotomija
Epiziotomija je hirurški zahvat u akušerstvu koji omogućava lakši prolaz novorođenčeta kroz porođajne puteve. U 21. veku ona se u zapadnim zemljama ne radi rutinski, jer nema potrebe za njom. Naučno je dokazano da epiziotomija nanosi više štete nego koristi, od eventualnog spontanog pucanja vagine ako do nje mora doći.
Primena tehnike plastičnih hirurga 'ekspanzije kožnog tkiva', postepenog, i što je najvažnije, bezbolnog, rastezanja otvora vagine, sa četiri prsta obe ruke, 7 uzastopnih dana, ili od strane porođajnih trenera Aniball ili Epi-no Delphine Plus, postizanjem otvora prečnika 10 cm za bebu, pre početka porođaja, epiziotomiju čini zastarelom.

## Postupak i značaj
Epiziotomija se izvodi tako što akušer ili babica makazicama ili malim skalpelom vrše zasecanje mekog tkiva vaginalnog zida, najčešće bočno, sa leve ili desne strane u odnosu na središnju liniju, pri čemu se porođaj lakše i bezbolnije odvija.
Epiziotomija, po svojoj suštini preventivni je zahvat kojim se želi sprečiti nekontrolisano cepanje vagine i mekih porođajnih puteva, iako je rez koji se izvodi obično duži i dublji nego spontana laceracija.
Epiziotomija je u načelu odbačena na zapadu u poslednjih par dekada, osim u hitnim slučajevima kad je ugrožen život bebe, ali je još uvek, i to u velikoj meri, prisutna u manje razvijenim zemljama sveta i Latinskoj Americi.
Istraživanja pokazuju kako je ipak sigurnije roditi prirodnim putem jer je oporavak znatno brži, dok se epiziotomijom gubi mnogo više krvi tokom poroda. Polni odnosi su često veoma bolni nakon što rana zaraste, rizik od infekcija je mnogo veći i ukoliko je prvi prvom porodu učinjena epiziotomija, znatno se povećavaju šanse da će pri sljedećem porodu doći do pucanja upravo na mjestu gde je bio rez od epiziotomije. U najtežim slučajevima prilikom izvođenja epiziotomije kada na samom rezu prilikom poroda koža nastavlja pucati, može doći do pucanja tkiva sve do rektuma što kasnije može izazvati otežano kontroliranje stolice i vetrova.

## Vrste epiziotomije
Postoje četiri glavne vrste epiziotomije koje su prikazane na donjoj tabeli:
| Vrste                                     | Karakteristike |
| ----------------------------------------- | --- |
| Medijalno- lateralna epiziotomija         | Rez se pravi od sredine frenuluma malih usana, bilo desno ili levo, dijagonalno duž ravne linije koja leži 2,5 cm lateralno od anusa (na pola puta između anusa i sedališne kvrge).                                                                                   |
| Perineotomija ili epiziotomija po sredini | Međice se disecira duž srednje linije (od frenuluma usana prema anusu, ali ne dosežući ga). |
| Lateralna epiziotomija                    | Rez se pravi pod uglom od 45°, ali 1-2 cm u stranu od centra frenuluma usana. Pošto postoji rizik od oštećenja Bartolinijeve žlezde, a takođe i s obzirom na to da šav nakon takvog reza loše i dugo zarasta, ova vrsta epiziotomij se sada gotovo nikada ne koristi. |
| Epiziotomija u obliku slova J             | Rez počinje od centra frenuluma i usmerava se unazad duž srednje linije približno 1,5 cm, nakon čega se pravac menja lateralno na 5 ili 7 sati, izbegavajući uključivanje analnog sfinktera u rez. Nije široko korišćena u praksi.                                    |

## Suprotstavljeni stavovi o epiziotomiji
Mišljenja oko izvođenja epiziotomije su podeljena. Iako je u proteklim decenijama u nekim bolnicama bila izvođena tokom gotovo svakog rutinskog porođaja sa većim ili manjim poteškoćama, sve je više protivnika epiziotomije u današnje vreme. Pristalice epiziotomije kao najčešći razlog za njeno izvođenje navode sprečavanje prirodnog pucanja tkiva tokom porođaja, iako je kroz praksu dokazano da se trudnice ipak mnogo brže i lakše oporavljaju od prirodnog pucanja vaginalnog zida nego od samog epiziotomijalnog reza.
Loše strane epiziotomije
- epiziotomijom se gubi mnogo više krvi tokom porođaja,
- polni odnosi su često veoma bolni i nakon što rana zaraste,
- rizik od infekcija je mnogo veći i ukoliko je prvi prvom porodu učinjena epiziotomija,
- znatno se povećavaju šanse da će pri sledećem porodu doći do pucanja vaginalnog zida upravo na mestu gdje je bio rez od epiziotomije.

U najtežim slučajevima prilikom izvođenja epiziotomije kada na samom rezu prilikom porođaja koža nastavlja da puca može doći do cepanja tkiva sve do završnog creva. To kasnije može imati za posledicu otežanu kontrolu stolice i flatusa.

## Literatura
- http://d-nb.info/974305553/34

## Spoljašnje veze
- „Epiziotomija — za i protiv?”. Архивирано из оригинала 30. 07. 2016. г. Приступљено 10. 07. 2016.

|  | Molimo Vas, obratite pažnju na važno upozorenje u vezi sa temama iz oblasti medicine (zdravlja). |